# Antoni Lesznowski (1769–1820)

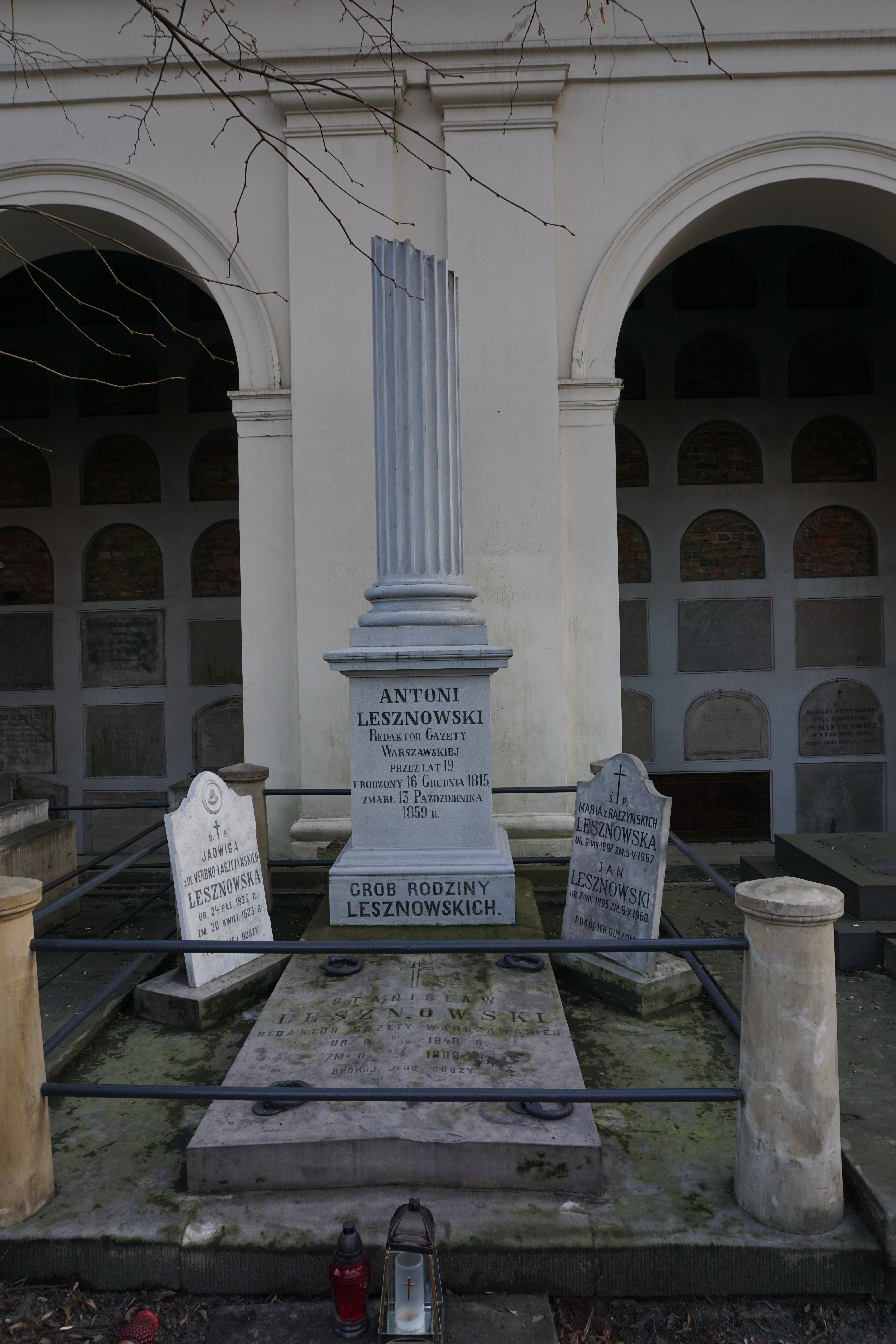
Grób Antoniego Lesznowskiego na cmentarzu Powązkowskim

Antoni Lesznowski (nazywany Starszym, ur. 1769 we Wrocławiu, zm. 23 sierpnia 1820 w Warszawie) – właściciel, wydawca i dziennikarz Gazety Warszawskiej.

## Pochodzenie i rodzina
Był naturalnym synem Antoniego Sułkowskiego, zapisanego w aktach jako Antoni Lesznowski, i jego kochanki Marii Alojzy Hack. W 1805 pojął za żonę wdowę po typografie i księgarzu Tomaszu Le Brunie (Lebrunie), spadkobiercy Piotr Dufoura – Adelajdę, córką francuskiego malarza Nicolasa De Mimuid (Demimuid) i Thérèse z domu Colmelet. Mieli troje dzieci: Teresę, Antoniego Leona Ignacego (1815) i Ludwika Mikołaja (1818).

## Życiorys
Nauki pobierał u pijarów w Warszawie, następnie uczęszczał od 1781 do 1786 do Szkoły Rycerskiej. Używał tytułu kapitana. W 1791 uzyskał nobilitację. Pracował przy Straży Praw. W 1794 wydawał Gazetę Wolną Warszawską. Jeszcze w tym samym roku krótko wydawał Gazetę Warszawską. Powrócił do jej drukowania w 1796 i tytuł w rękach rodziny Lesznowskich pozostał do 1909.
Dzięki małżeństwu wszedł w posiadanie firmy księgarskiej, poprzez którą publikował książki dla młodzieży, literaturę piękną i twórczość literacką.
Został pochowany na cmentarzu Powązkowskim (aleja katakumbowa, grób 141 i 142).